# Cleopatra ferruginea
Cleopatra ferruginea е вид коремоного от семейство Paludomidae.

## Разпространение
Видът е разпространен в Бурунди, Египет, Етиопия, Зимбабве, Кения, Мозамбик, Свазиленд, Танзания, Уганда, Южен Судан и Южна Африка.